# Georges Aperghis

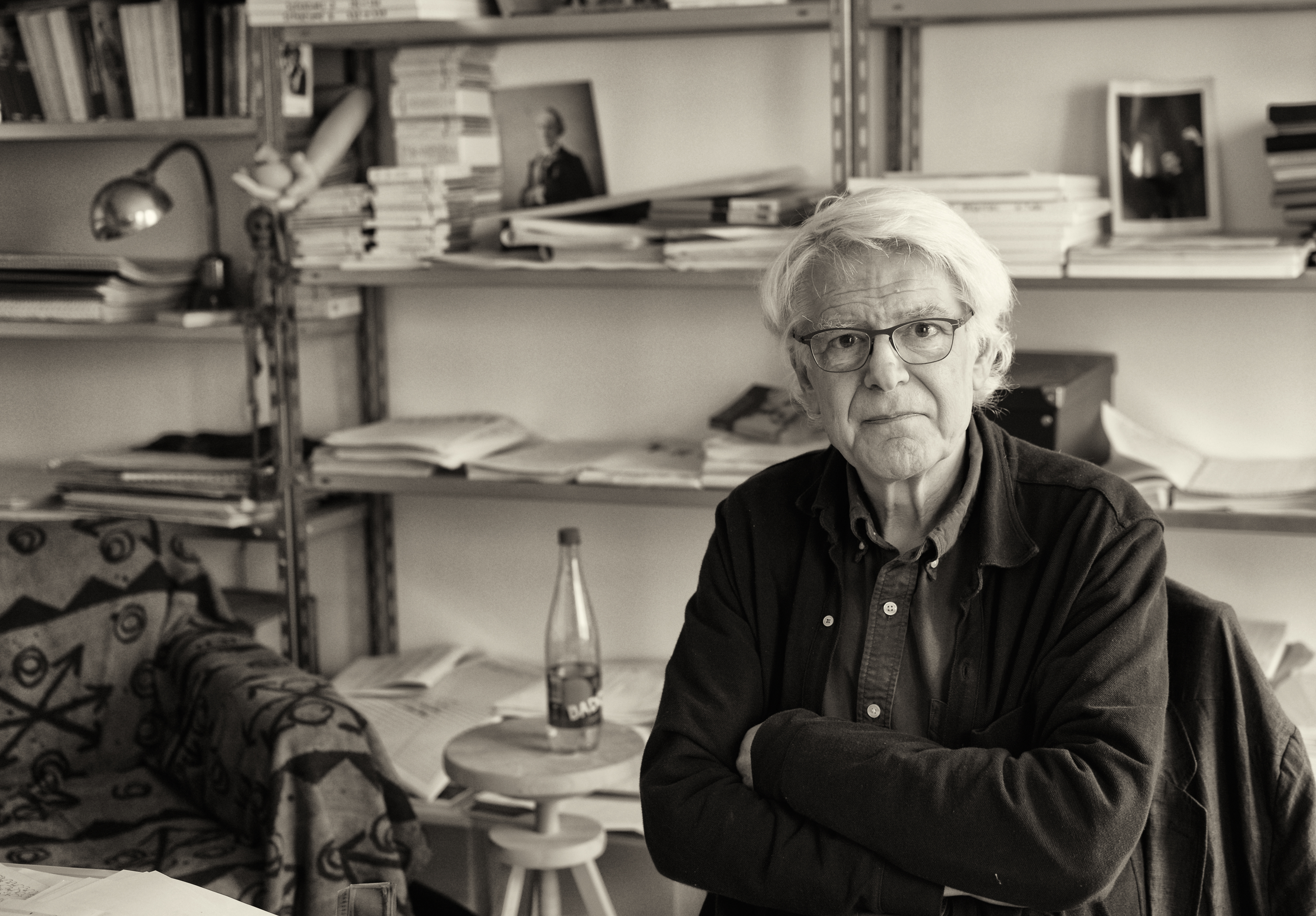
Der Komponist Georges Aperghis in seinem Pariser Atelier

Georges Aperghis (griechisch Γιώργος Απέργης, Giórgos Apérgis; * 23. Dezember 1945 in Athen) ist ein griechischer Komponist.

## Leben
Der Sohn des Bildhauers Achille Aperghis und der Malerin Irène Aperghis bildete sich weitgehend autodidaktisch zum Maler und Komponist aus. 1963 übersiedelte er nach Paris, wo er 1965 die Schauspielerin Édith Scob heiratete. Musikalisch wurde er von Komponisten wie Pierre Schaeffer, Pierre Henry und Iannis Xenakis, John Cage und Mauricio Kagel beeinflusst.
Mit La Tragique histoire du nécromancien Hieronimoet et de son miroir erschien 1971 sein erstes Werk für das Musiktheater, dessen profiliertester Vertreter in Frankreich er wurde.
Er gründete 1976 die Theatergruppe Atelier Théâtre et Musique (ATEM) in Bagnolet (seit 1991 am Théâtre des Amandiers in Nanterre). Hier wurden bis zur Auflösung der Gruppe mehr als zwanzig Stücke aufgeführt, darunter La bouteille à la mer (1976), Conversations (1985), Enumérations (1988), Jojo (1990), H (1992), Sextuor (1993) und Commentaires (1996).

## Ehrungen, Mitgliedschaften
- 1974: Prix Sacem
- 1978: Prix Paul Gilson (für Quai n° 1)
- 1988: Grand Prix de la Ville de Paris
- 1994: Prix SACD
- 1998: Grand Prix National de La Musique
- 2002: Prix du Président de la République (für sein Gesamtwerk; verliehen von der Akademie Charles Cros)
- Großer Preis der Französischen Komponistengesellschaft (für Machinations)
- Korrespondierendes Mitglied der Bayerischen Akademie der Schönen Künste
- 2011: Mauricio Kagel Musikpreis der Kunststiftung NRW[1]
- 2016: Premio Fundación BBVA Fronteras del Conocimiento, Sparte Zeitgenössische Musik, für seine „Neuerfindung des Musiktheaters“[2]
- 2016: Preis der Christoph-und-Stephan-Kaske-Stiftung
- 2021: Ernst von Siemens Musikpreis

## Kompositionen

### Bühnenwerke
- La Tragique histoire du nécromancien Hieronimo et de son miroir (1971). Musiktheaterstück für Marionetten, eine Schauspielerin, Mezzosopran, Laute, Cello und Tonband.
- Pandaemonium (1973). Oper in einem Akt. Libretto: Georges Aperghis. UA 1973 Avignon
- De la nature de l’eau (1974). Musiktheaterstück.
- Jacques le Fataliste (1974). Oper in 3 Akten. Libretto: Henri Mary (nach Diderots Jacques le fataliste). UA 1974 Lyon
- Sports et rebondissements (1974)
- Histoire de loups (1976). Oper in einem Akt. Libretto: Marie-Noëlle Rio (nach Sigmund Freud). UA 1976 Avignon
- Fragments. Journal d’un Opéra (1977). Musiktheaterstück in einem Akt. Libretto: Michel Deutsch. UA 1978 Straßburg
- Je vous dis que je suis mort (1978). Oper in einem Akt. Libretto: François Regnault. UA 1979 Paris
- Quai n° 1 (1978). Musiktheaterstück. Libretto: Marie-Noëlle Rio. UA 1979 Colmar
- Les Sept crimes de l’amour (1979). Musiktheaterszenen für einen Film von Michel Fano
- De la nature de la gravité (1979/80). Libretto: Georges Aperghis (nach Leonardo da Vinci)
- Les Guetteurs de sons (1981). Musiktheaterszene für 3 Schlagzeuger
- L’Écharpe rouge (1984). Oper. Libretto: Alain Badiou. UA 1984 Avignon
- Jojo. Oper(?). Libretto: Georges Aperghis, Ph. Miniana. UA 1990 Paris
- Sextuor – L’Origine des espèces (1992). Musiktheaterstück. Libretto: François Régnault, Georges Aperghis
- Tristes tropiques (op. 106; 1990–95). Oper in 3 Akten. Libretto: Catherine Clément (nach dem gleichnamigen Buch [1955] von Claude Lévi-Strauss)
- Commentaires (1996/97). Musiktheaterstück. Libretto: Philippe Minyana
- Entre chien et loup (Zwielicht; 1999). Musiktheaterstück. Libretto: (nach Paul Klee, Johann Wolfgang von Goethe und Franz Kafka)
- Machinations (2000). Musiktheaterstück. Libretto: François Regnault, Georges Aperghis
- Le Petit chaperon rouge (Rotkäppchen; 2001). Musiktheaterstück. (nach Charles Perrault)
- Avis de Tempête (2004). Oper. Libretto: Georges Aperghis, Peter Szendy (nach Herman Melville, Franz Kafka, Victor Hugo u. a.)
- Paysage sous surveillance (2002). Musiktheaterstück.  (nach Heiner Müller)

### Filmmusik
- La Fable des continents (1990; zum gleichnamigen Film von Hugo Santiago und Georges Aperghis), für Stimme und Orchester
- Heysel (2002; zum gleichnamigen Film von Thierry De Mey), für Ensemble (18 Spieler)
- Happy End (2007; zu einem Animationsfilm von Hans Op de Beeck, Bruno Hardt und Klaas Verpoest). Text: Charles Perrault

### Vokalkompositionen

#### A cappella
- Récitations (1978) für Frauenstimme.
- Solo (1983) für Schauspielerin (für Édith Scob).
- Six Tourbillons (1989) für Frauenstimme.
- Monomanies (1991). 7 Lieder für Frauenstimme. (französische Gedichte aus dem 16. Jahrhundert)
- Cinq Calme-plats (1992) für Frauenstimme.
- Rondo (1994) für Sopran und Mezzosopran.
- 14 Jactations (2001) für Bariton.
- Petrrohl (2001) für 6 Solostimmen.
- Pubs (1 & 2). Phonèmes parlés ou chantés (2002) für Sopran.
- Wölfli-Kantate (2005; 5 Sätze) für 6 Solostimmen und gemischten Chor (10S.9A.9T.8B). Texte: Adolf Wölfli

#### Mit Instrument(en)
- Concerto grosso (1971/72) für Mezzosopran, Bariton, Bass, Schauspielerin, 19 Instrumentalisten und Tonband.
- B.W.V. (1973) für Sopran, Mezzosopran, Countertenor, Tenor, 2 Baritone und 21 Instrumentalisten.
- Récitatif de concours (1975) für Stimme, Flöte, Klarinette, Violoncello und Klavier.
- Les Lauriers sont coupés (1975) für Sopran, Mezzosopran und 5 Instrumentalisten (Flöte, Oboe / Englischhorn, Fagott, Posaune und Viola).
- Il gigante golia (1975) für Sopran und Orchester (43 Spieler). Text: (nach einer sardischen Motette)

- Neufassung (1990) für Sopran, Klarinette, Klavier und Schlagzeug

- Le Rire physiologique (1982) für Bariton und Klavier. Text: Raymond Devos
- Liebestod (1981–87). Oratorium. Libretto: Georges Aperghis (nach Bettina von Arnim). UA 1982 Metz
- Cinq Couplets (1988) für Sopran und Kontrabassklarinette.
- Déclamations (1990) für Bariton, Kontrabassklarinette und Orchester (78 Spieler).
- Tingel Tangel (1990) für Sopran, Zymbal und Akkordeon.
- Ritournelles (1992) für 2 Baritone und 9 Instrumentalisten (Piccolo, Bassklarinette, Pauken, Klavier, Mandoline, Gitarre, Harfe, Violoncello und Kontrabass).
- L’Adieu (1993) für Alt und Orchester.
- Simulacre II (1994) für Sopran, Bassklarinette, Schlagzeug und Marimbaphon
- Simulacre III (1994) für Sopran, 2 Klarinetten und Marimbaphon (oder für Sopran, Klarinette, Viola und Marimbaphon)
- Die Hamletmaschine (1999/2000). Oratorium nach Heiner Müller, französisch von Jean Jourdheuil
- La nuit en tête (2000) für Sopran, Flöte, Klarinette, Violine, Violoncello, Schlagzeug und Klavier.
- Dark Side (2003) für Mezzosopran und Ensemble (18 Spieler). Texte: nach Aischylos (aus der Orestie, französisch von François Regnault)
- Contretemps (2006) für Sopran und Ensemble (22 Spieler).

### Klavierwerke
- Simata (1969/71) für präpariertes Klavier (oder Cembalo)
- Cinq petits moments brefs (1988) für Cembalo
- À tombeau ouvert (1997) für Klavier
- Les secrets élémentaires (1998) für Klavier
- Printmusic (2001/02) für Klavier
- Pièces pour jeunes pianistes (2004) für Klavier
- Alter-Face (2004) für 2 Klaviere
- Dans le Mur (2007) für Klavier und Tonband
- Conversation X (2010) für Stimme und Klavier

### Kammermusik

#### Soli
- Le corps à corps (1978) für Schlagzeug
- 280 mesures (1979) für Klarinette
- Quatre récitations (1980) für Violoncello
- Fidélité – Tryptique n° 3 (1982) für Harfe
- Le coup de foudre – Tryptique n° 1 (1982) für Schlagzeug
- En un tournemain (1987) für Viola
- Ruinen (1994) für Posaune (oder Tuba)
- Sonate (1994) für Violoncello
- Simulacre IV (1995) für Bassklarinette
- Volte-face (1997) für Viola
- Alter ego (2001) für Tenorsaxophon
- I. X. (2001/02) für Violine
- the only line (2008) für Violine
- Parlando (2009) für Kontrabass

#### Duos
- Pièce (1970) für 2 Violoncelli
- Compagnie – Tryptique n° 2 (1982) für Harfe und Schlagzeug
- À bout de bras (1989) für Oboe und Klarinette (oder für 2 Klarinetten)
- Cinq Pièces (1994) für Espérou („krankes Violoncello“) und Violoncello
- Quatre Pièces fébriles (1995) für Marimbaphon und Klavier
- Profils (1998) für Violoncello und Zarb (Trommel)
- Requiem furtif (1998) für Violine und Claves
- Rasch (2001) für Violine und Viola

#### Trios
- Études d’harmoniques (1976) für 2 Violinen und Violoncello
- Faux mouvement (1995) für Streichtrio
- Trio (1996) für Klarinette, Violoncello und Klavier
- Façade-trio (1998) für 2 Bassklarinetten und Schlagzeug
- Trio Funambule (2014) für Saxophon, Klavier und Schlagzeug

#### Quartette
- Signaux (1978) für 4 Instrumente von gleicher Klangfarbe und in gleicher Lage
- Dix Pièces (1986) für Streichquartett

#### Quintette
- Mouvement pour quintette (1975), für Klarinette, Klavier, Violine, Viola und Violoncello
- Crosswind (1997) für Viola und Saxophonquartett

#### Sextett
- Kryptogramma (1970) für 6 Schlagzeuger

#### Septett
- Triangle carré (1989) für Streichquartett und 3 Schlagzeuger

#### Oktette
- Totem (1997) für 8 Violoncelli
- In extremis (1998) für Flöte, Horn, Tuba, Schlagzeug, Klavier, Viola, Violoncello und Kontrabass

### Stücke für Soli und Ensemble
- Parenthèses (1977) für Schlagzeug und Ensemble (16 Spieler)
- Babil (1996) für Klarinette und Ensemble (15 Spieler)
- Le Reste du temps (2003) für Violoncello, Zymbal und Ensemble (9 Spieler)
- Bloody Luna (2007) für Violoncello und Ensemble (14 Spieler)

### Stücke für Ensemble/ Orchester
- Puzzles (1971) für 12 Spieler
- Von Zeit zu Zeit (1971) für 16 Spieler
- Hommage à Jules Verne (1971/72) für 18 Spieler
- Die Wände haben Ohren (1972) für Orchester (72 Spieler)
- Ascoltare stanca (1972) für 18 Spieler
- Variations (1973) für 14 Spieler
- Pièce pour douze (1991) für 12 Spieler
- Strasbourg instantanés. 39 pièces pédagogiques (1998/99) für verschiedene Besetzungen
- Teeter-Totter (2008) für 13 Spieler